# 奇萨诺-贝加马斯科
奇萨诺-贝加马斯科（義大利語：Cisano Bergamasco），是意大利贝加莫省的一个市镇。总面积7.54平方公里，人口6303人，人口密度835.9人/平方公里（2009年）。国家统计（ISTAT）代码为016074。